# USS Chester (CA-27)
O USS Chester foi um cruzador pesado operado pela Marinha dos Estados Unidos e a segunda embarcação da Classe Northampton, depois do USS Northampton e seguido pelo USS Louisville, USS Chicago, USS Houston e USS Augusta. Sua construção começou em março de 1928 nos estaleiros da New York Shipbuilding Corporation e foi lançado ao mar em julho de 1929, sendo comissionado na frota norte-americana em junho do ano seguinte. Era armado com uma bateria principal composta por nove canhões de 203 milímetros montados em três torres de artilharia triplas, tinha um deslocamento carregado de mais de onze mil toneladas e alcançava uma velocidade máxima de 32 nós.
O Chester passou seus primeiros anos ocupando-se principalmente de exercícios de rotina com a frota e alguns viagens internacionais. Os Estados Unidos entraram na Segunda Guerra Mundial em 1941 e o navio foi colocado para atuar na Guerra do Pacífico. Participou da Batalha do Mar de Coral em maio de 1942 e depois foi apoiar a Campanha de Guadalcanal, mas foi torpedeado por um submarino japonês em outubro. Ficou um ano fora de ação, retornando para a guerra no final de 1943 e envolvendo-se nas Campanhas das Ilhas Gilbert e Marshall e Filipinas até 1944 e na Batalha de Iwo Jima em 1945. Foi descomissionado em junho de 1946 e mantido inativo até ser desmontado em 1959.